# 道勤小筑
道勤小筑（又名勤园），是一座现代仿古苏州园林，位于苏州市吴中区东山镇杨湾村寺前村，占地面积2100平方米。该园于2011年动工兴建，耗时两年建成，占地三亩，巧妙运用苏州园林的假山、水池、亭台、植物等元素，有勤悟池、得俭楼、竹觉松茂、见素山房、湖风碧波厅、怡然小院、君子攸宁砖雕门楼等。
2017年8月，道勤小筑列入第三批《苏州园林名录》。2018年4月2日，道勤小筑正式向社会开放，接受市民预约参观，为首期准备开放的5处苏州园林之二。每月免费预约开放两天（第一个周六、周日），预约人数限上午、下午各50人 。